# フラットブッシュ・アベニュー-ブルックリン・カレッジ駅
フラットブッシュ・アベニュー-ブルックリン・カレッジ駅（フラットブッシュ・アベニュー-ブルックリン・カレッジえき、Flatbush Avenue–Brooklyn College）、車両行先案内ではブルックリン・カレッジ-フラットブッシュ・アベニュー駅（ブルックリン・カレッジ-フラットブッシュ・アベニューえき、Brooklyn College–Flatbush Avenue）は、ニューヨーク市地下鉄IRTノストランド・アベニュー線の駅。ブルックリン区フラットブッシュのノストランド・アベニューとフラットブッシュ・アベニューの交差点（地元では"ザ・ジャンクション" (The Junction) と呼ばれる）に位置し、2系統が終日、5系統が平日のみ停車する。駅はニューヨーク市立大学ブルックリン校（ブルックリン・カレッジ）とミッドウッド高等学校の最寄駅となっている。

## 歴史

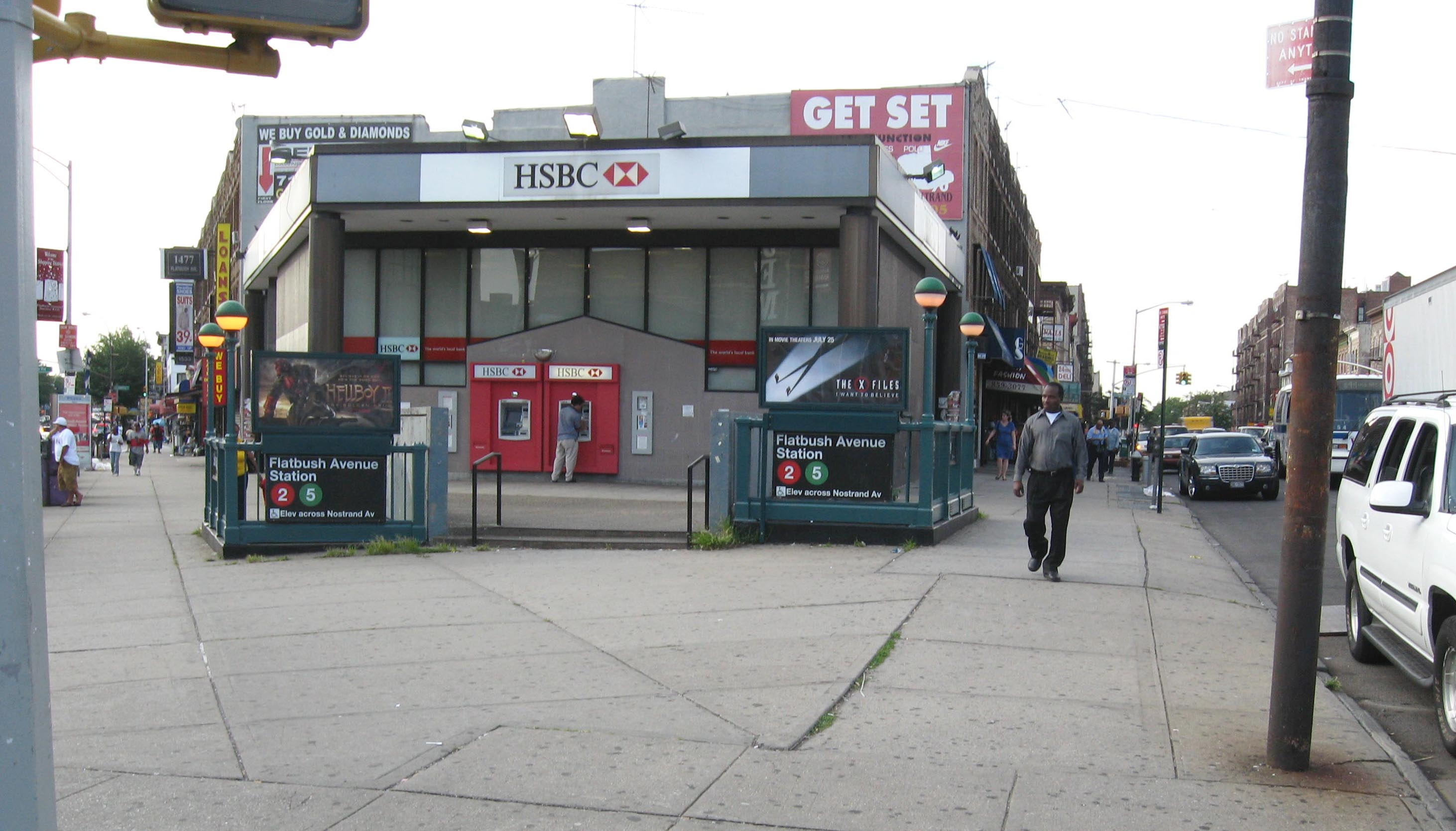
ノストランド・アベニューとフラットブッシュ・アベニューの交差点北西の階段

1913年3月19日にニューヨーク市と2社の民間企業（インターボロー・ラピッド・トランジットとブルックリン・ラピッド・トランジット）の間で結ばれたデュアル・コントラクト（二重契約）の中の契約4においてIRTがブルックリン区のノストランド・アベニューに沿って地下鉄を建設することとなっていた。ノストランド・アベニューに沿った地下鉄の建設は周辺地域での不動産開発を促している。ノストランド・アベニュー線は1920年8月23日に開業し、当駅は終着駅として同時に開業した。
駅はニューヨーク市地下鉄内の終点駅において唯一島式ホームを有していない頭端式ホームの駅となっており、相対式ホーム2面と線路2線を有した2面2線の駅となっている。これは、元々ノストランド線が当駅を越えてマリン・パーク（現在のキングス・プラザ）付近までの延伸が計画されており、1929年にもシープスヘッド・ベイまで延伸することが計画されていたため延伸する際に一般的な途中駅としての機能を持たせるためにこのような構造となった。このような延伸計画は1939年、1946年、1951年、1968年に再度提案されている。
1968年、MTAは現在の当駅の配線では折り返しを行う際に様々な制約が掛かるため、この制約を最小限に抑えられるように折り返し設備を設けようと線路を当駅を越えて約1,000フィート（約300メートル）先まで延ばす事を検討した。しかし、この計画は実行されることなく1971年に無期限延期となった。その後計画は再び1989年に再検討されている。
1981年、MTAは地下鉄内で最も老朽化している69駅の中に当駅を挙げている。1993年12月より駅は6,000,000ドルの費用を掛けて改装工事が行われた。この改装工事ではエレベーターが設置されたほか、1920年代の壁面のタイルで作られた"Flatbush Avenue"と書かれた駅名標が復元されている。

## 駅構造
| G          | 地上階                       | 出入口 |
| P ホーム階 | 東改札口                     | 改札口、駅員詰所、メトロカード自動券売機 （フラットブッシュ・アベニュー - ノストランド・アベニュー交差点の南東角にエレベーターあり）                                                           |
| P ホーム階 | 相対式ホーム、左側の扉が開く | |
| P ホーム階 | 3番線                        | ← ウェイクフィールド-241丁目駅行き（ニューカーク・アベニュー駅） |
| P ホーム階 | 2番線                        | ← 週末・深夜帯：ウェイクフィールド-241丁目駅行き（ニューカーク・アベニュー駅） ← 平日：イーストチェスター-ダイアー・アベニュー駅行き、ネレイド・アベニュー駅行き（ニューカーク・アベニュー駅） |
| P ホーム階 | 相対式ホーム、右側の扉が開く | |
| P ホーム階 | 西改札口                     | 改札口、メトロカード自動券売機 |

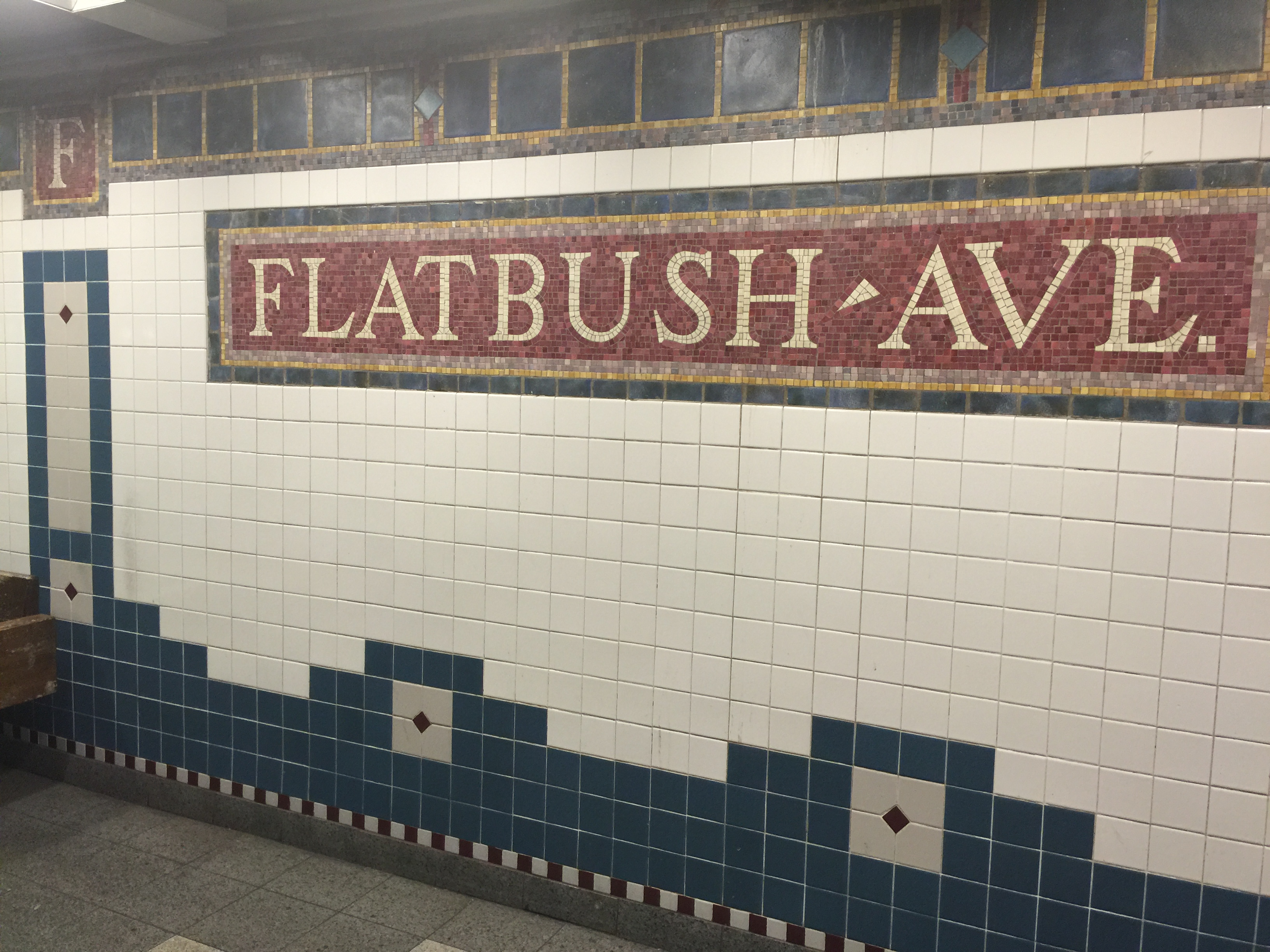
駅名標

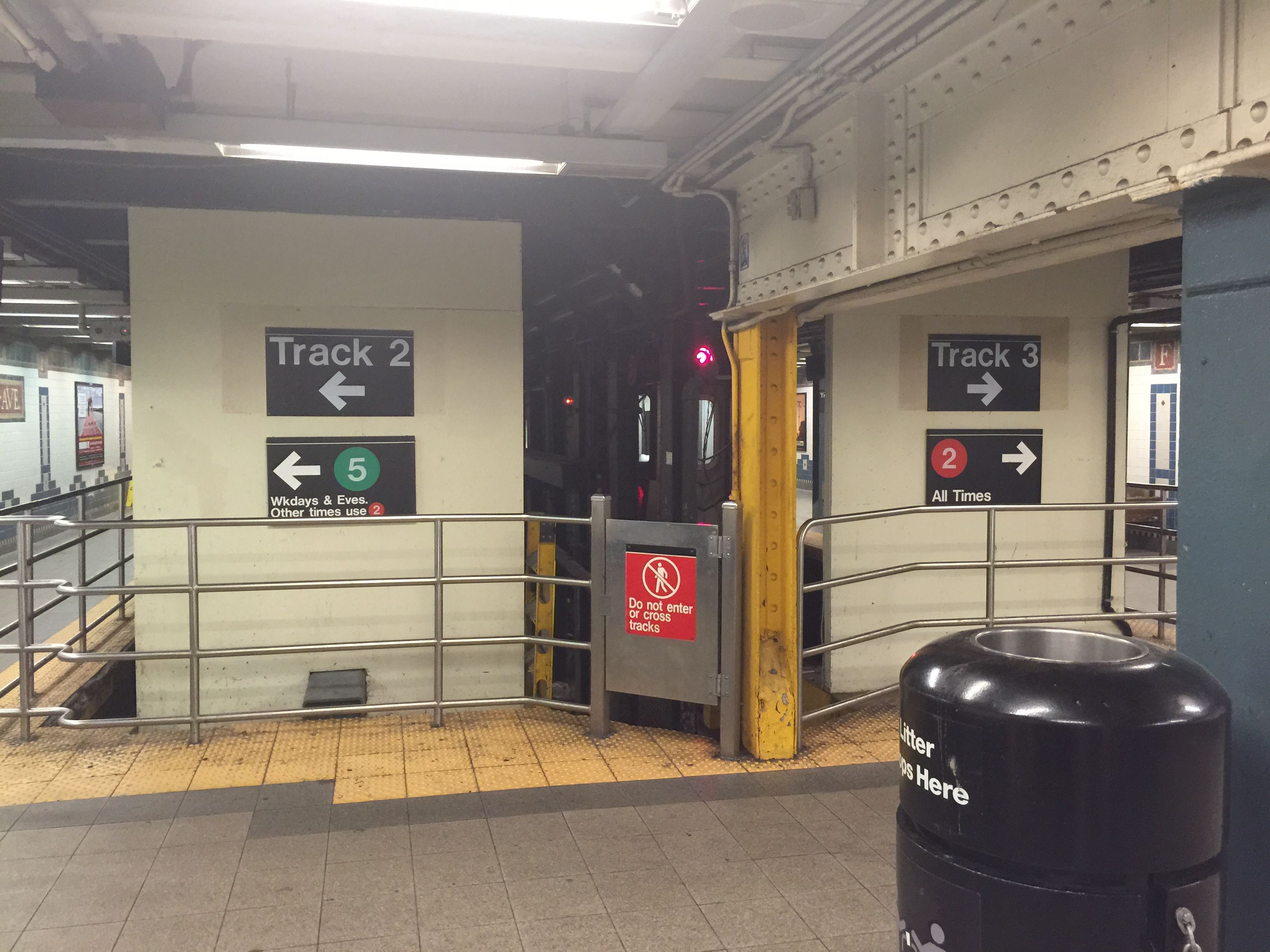
駅の先端側から線路方向を見る

駅は相対式ホーム2面と線路2線を有した2面2線の地下駅で、頭端式ホームとなっているため駅の南側では両ホーム間を行き来することができる。平日は2系統が3番線を、5系統が2番線を全列車が使用している。ただし、5系統は週末の終点が当駅ではなくIRTレキシントン・アベニュー線ボウリング・グリーン駅、深夜帯はIRTホワイト・プレーンズ・ロード線東180丁目駅となっているため、週末と深夜帯は2系統が3番線・2番線の両方を使用する。
路線のトンネル自体は駅を越えアベニューHとの交差点付近まで数百フィートほど伸びているが線路は敷設されていない。2006年頃まではこのトンネルはホームから見ることができていたが、現在は覆われており見ることができなくなっている。
駅には乗務員休憩所などの関係者のみ通行可能な扉がいくつかある。また、2系統列車乗務員詰所が3番線側に、5系統列車乗務員詰所が2番線側に存在している。トイレは改札口付近、3番線側に位置している。 
駅には1996年にミュリエル・カスタニスにより製作されたブロンズ製アートワーク『Flatbush Floogies』が飾られている。

### 出口
| 場所                                                               | 種類         | 数  |
| ------------------------------------------------------------------ | ------------ | --- |
| ノストランド・アベニューとフラットブッシュ・アベニューの交差点北東 | 階段         | 2つ |
| ノストランド・アベニューとフラットブッシュ・アベニューの交差点南東 | 階段         | 2つ |
| ノストランド・アベニューとフラットブッシュ・アベニューの交差点南東 | エレベーター | 1機 |
| ノストランド・アベニューとフラットブッシュ・アベニューの交差点北西 | 階段         | 2つ |
| ノストランド・アベニューとアベニューHの交差点北西                  | 階段         | 1つ |